# Chelifera spectra
Chelifera spectra är en tvåvingeart som beskrevs av Vaillant 1981. Chelifera spectra ingår i släktet Chelifera och familjen dansflugor. Inga underarter finns listade i Catalogue of Life.